# Juan Tafures
 (novembre 2020).
Si vous disposez d'ouvrages ou d'articles de référence ou si vous connaissez des sites web de qualité traitant du thème abordé ici, merci de compléter l'article en donnant les références utiles à sa vérifiabilité et en les liant à la section « Notes et références ».
Juan Tafures ou Tafurer est un aventurier catalan mort après 1477. Patron d'un navire marchand, il relâche aux Salines de Chypre (Larnaca) en juillet 1457 quand il aide Jacques de Lusignan, fils bâtard du roi de Chypre, qui vient de faire assassiner le chambellan du royaume, à s'enfuir à Rhodes. Il devient un de ses partisans et participe à la conquête du royaume sur la reine légitime en septembre 1460.
Intime du nouveau souverain, il occupe la charge de "Maître de l'hôtel du Roi" puis de "Capitaine de Famagouste". Jacques II lui confère le titre de comte de Tripoli entre 1469 et 1473. C'est en cette qualité qu'il est nommé exécuteur testamentaire du roi en 1473.
Sous le règne de Catherine Cornaro il s'oppose violemment aux intérêts vénitiens. Il parvient à leur échapper, mais sa famille est enlevée et déportée à Venise en 1477. On ne sait pas par la suite ce qu'il est devenu.